# Silverstone (circuit)

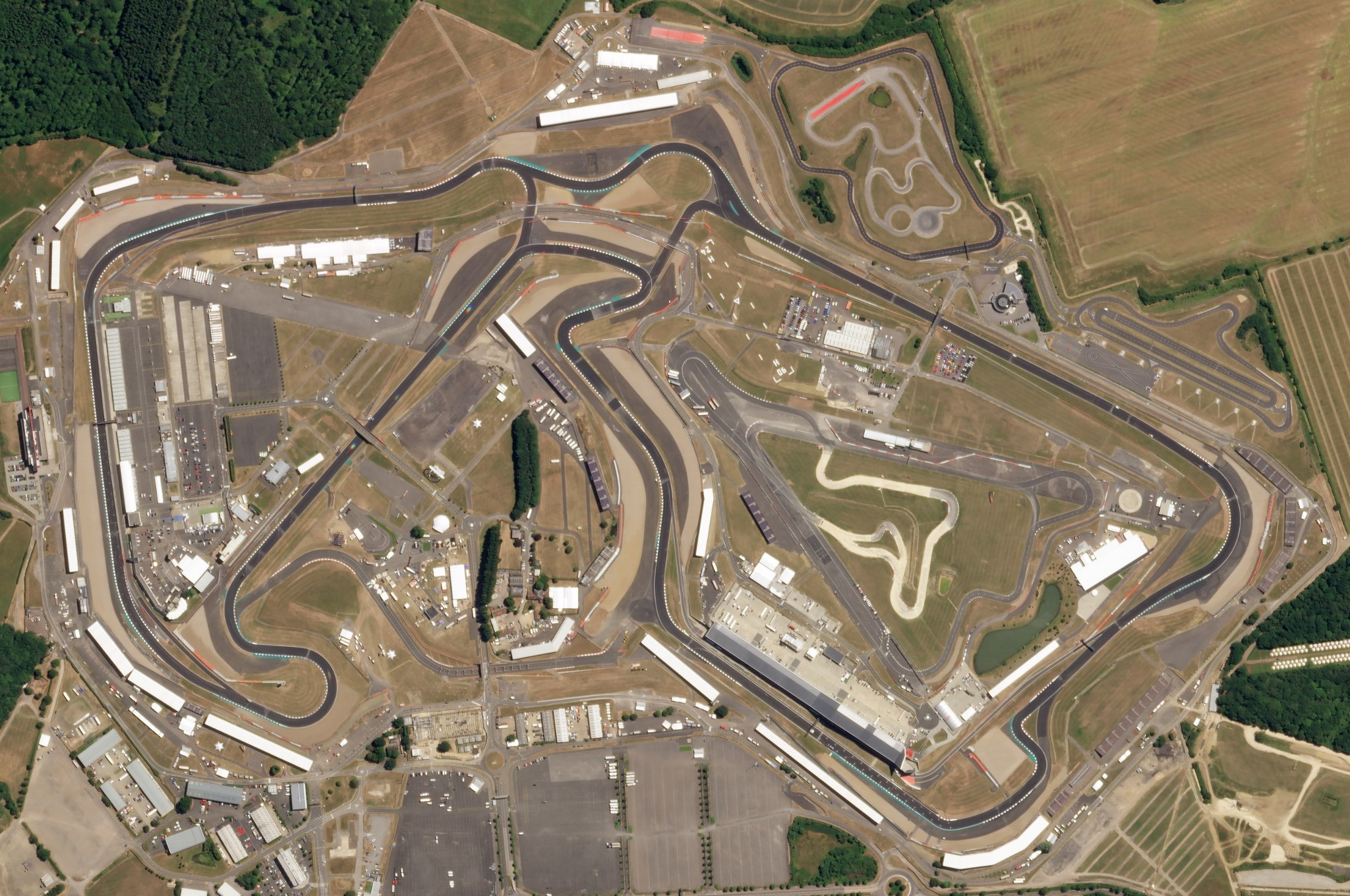
Silverstone in 2018

Silverstone is een wegracecircuit in Groot-Brittannië bij de plaats Silverstone. De baan in Northamptonshire diende oorspronkelijk als trainingsvliegveld voor de Britse bommenwerpers in de Tweede Wereldoorlog. In 1950 werd hier voor het eerst een Grand-Prix voor de Formule 1 georganiseerd, Giuseppe Farina won. In 2010 leek de Formule 1 te verhuizen naar het circuit van Donington, maar door financiële tegenslagen bleef dit uit. Bernie Ecclestone sloot hierna een nieuw zeventienjarig contract met de directie van Silverstone, zodat het circuit verzekerd is van een plek op de kalender tot 2027.
In 1981 schreef de Nederlandse motorcoureur Jack Middelburg de Britse GP op Silverstone op zijn naam door de wereldkampioen Kenny Roberts voor te blijven.
Op 11 februari 2010 werd bekendgemaakt dat de Formule 1 vanaf 2010 op de nieuwe lay-out van de MotoGP zou gaan rijden (Arena Grand Prix). Bij de hertekening van het circuit werden vijf bochten (waaronder bridge en priory) verwijderd, het circuit kreeg er evenwel zes nieuwe bochten bij, zo werd het circuit 760 meter langer van omloop. Er zullen nu nog maar 52 ronden worden verreden over het circuit.
In 2011 is de start- en finishlijn verlegd naar een ander recht stuk. Er werd ook een geheel nieuw pitcomplex aangelegd naast die nieuwe start- en finishlijn. De oude pits bestaat nog steeds en wordt nog gebruikt voor enkele kampioenschappen.
De meest bekende bochten zijn Magotts and Becketts, Chapel, Club en Copse.
- Library of Congress Control Number: nb2018005156
- Nationale Bibliotheek van Israël: 987007572609905171
- Virtual International Authority File: 444144782715657729730